# Chinatown (Los Angeles)
Chinatown – dzielnica w śródmieściu (downtown) Los Angeles w Kalifornii w USA. Jest jedną z kilkunastu chińskich dzielnic w Kalifornii. Centrum kulturalno-społeczne ludności pochodzenia chińskiego w południowej Kalifornii i atrakcja turystyczna miasta. Chinatown ma niskie dochody, a liczba mieszkańców wynosi około 10 000.

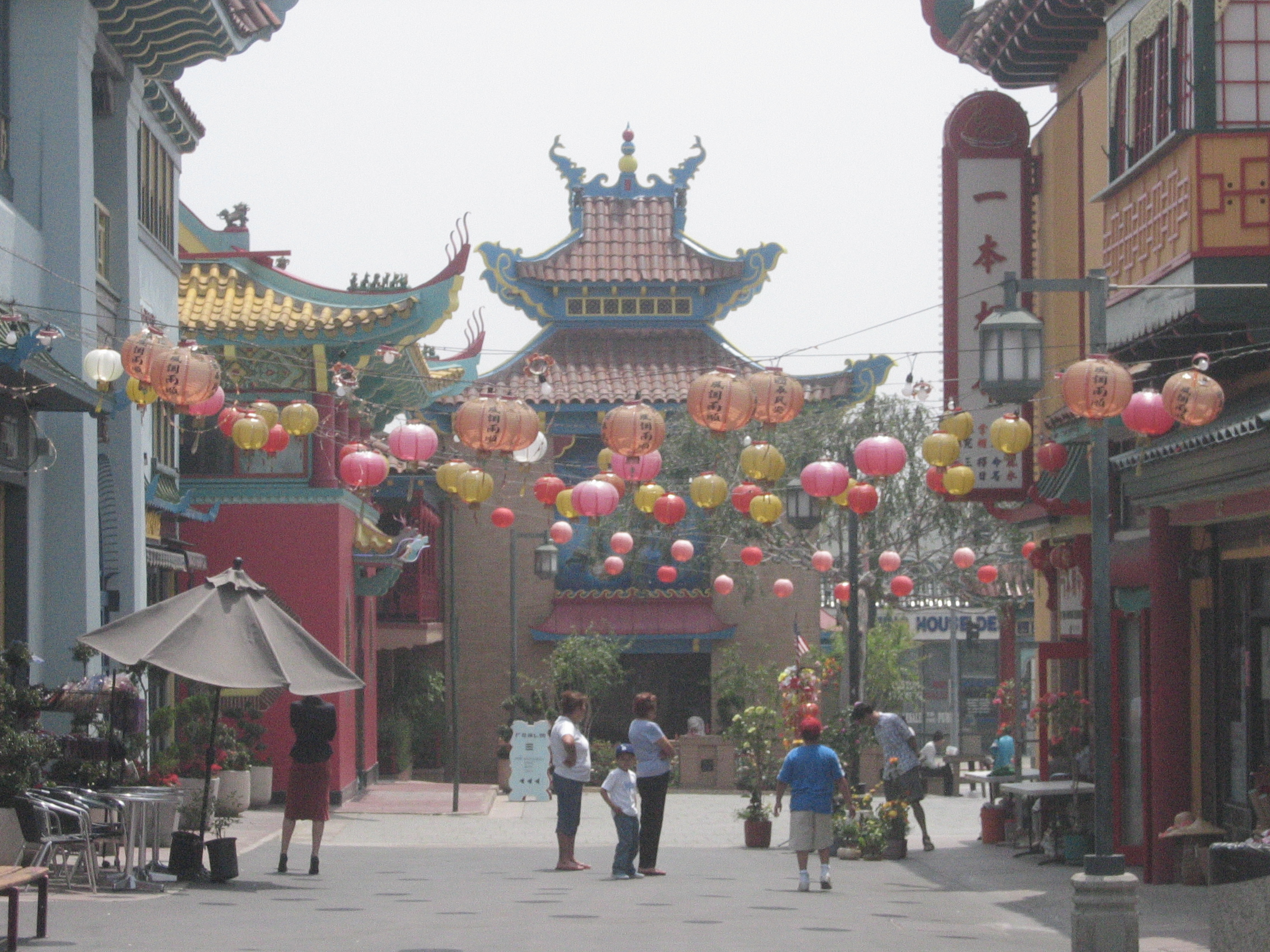
Główny plac w Nowym Chinatown

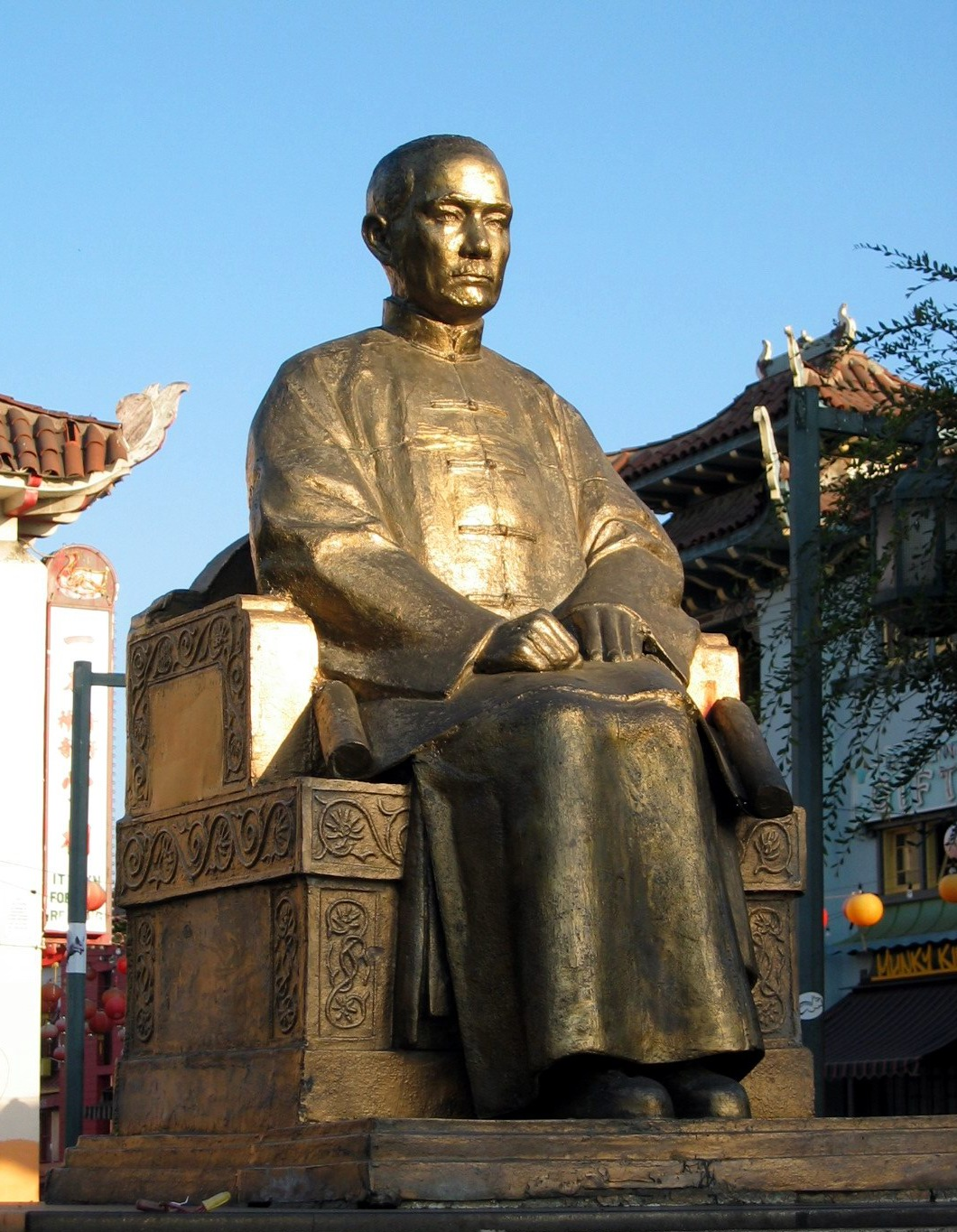
Rzeźba Sun Jat-sena w Chinatown

## Historia
Pierwotnie Chinatown została założona pod koniec dziewiętnastego wieku, lecz rozebrano ją, aby uczynić miejsce dla Union Station, które jest głównym centrum komunikacyjnym w mieście. Oddzielny ośrodek handlu, znany jako New Chinatown, został utworzony w roku 1938.
W tym rejonie znajdują się dwie szkoły, oddział biblioteczny, park a również centrum medyczne/szpital.

## Filmografia
Nazwa dzielnicy jest tytułem filmu Romana Polańskiego Chinatown z 1974 roku. Film ten został częściowo nakręcony na ulicy Spring Street w Chinatown. Zdjęcia do filmu „Godziny szczytu” zostały zrobione w tej dzielnicy. Plenery Chinatown są często wykorzystywane w różnych produkcjach filmowych i telewizyjnych.

### Filmy fabularne
- Chinatown[3]
- Gangster Squad. Pogromcy mafii[5]
- Stary, kocham cię[6]
- Godziny szczytu[4]